# 简捷
简捷（1919年—2008年12月14日），男，广东新会人，中国新闻工作者、摄影家，曾任中国新闻社广东分社副社长，中国摄影学会常务理事。